# Suzanne (Ardenne)
Suzanne è un comune francese di 67 abitanti situato nel dipartimento delle Ardenne nella regione del Grand Est.

## Società

### Evoluzione demografica
Abitanti censiti